# Эбелл, Тим
Тим Эбелл (англ. Tim Abell; род. 1 июля 1958, Манассас, Виргиния, США) — американский актёр кино и телевидения, бывший рейнджер армии США. Наиболее известен по роли снайпера-морпеха Бенни Рэя Ридла в приключенческом телесериале «Солдаты удачи».

## Биография
Тимоти Эбелл родился 1 июля 1958 года в городе Манассас, штат Виргиния. В возрасте 17 лет вступил в ряды Армии США, пройдя обучение в Форт-Беннинге стал рейнджером; всего прослужил в армии 5 лет. После ухода со службы некоторое время обучался актёрскому ремеслу в Танцевальной студии им. Артура Мюррея (англ. Arthur Murray Dance Studio), а затем переехал в Лос-Анджелес.
С девяностых годов начал сниматься в фильмах режиссёров Фреда Олена Рэя и Джима Уайнорски. Навыки, приобретённые в армии, пригодились Эбеллу в ходе работы над телесериалом «Солдаты удачи», в котором он сыграл одного из главных героев, снайпера Бенни Рэя Риддла; впоследствии в интервью актёр называл эту роль одной из лучших в своей карьере.

## Фильмография
| Год       |   | Русское название                    | Оригинальное название                    | Роль                         |
| --------- | - | ----------------------------------- | ---------------------------------------- | ---------------------------- |
| 1995      | ф | Нападение 60-футовых секс-бомб      | Attack of the 60 Foot Centerfold         | Марк                         |
| 1997      | ф | Стальные акулы                      | Steel Sharks                             | Корд                         |
| 1997—1999 | с | Солдаты удачи                       | SOF: Special Ops Force                   | Бенни Рэй Риддл              |
| 1999      | ф | База                                | The Base                                 | сержант Майкл С. Гэммон      |
| 1999      | ф | Рейд возмездия                      | Active Stealth                           | лейтенант Рэб Картер         |
| 1999      | с | Семь дней                           | Seven Days                               | сержант Хиггинс              |
| 2000      | с | Военно-юридическая служба           | JAG                                      | лейтенант Дженаретт          |
| 2001      | ф | Замена 4: Без права на поражение    | The Substitute: Failure Is Not an Option | Дэвлин                       |
| 2001      | ф | Раптор                              | Raptor                                   | капитан Коннелли             |
| 2002      | ф | Мы были солдатами                   | We Were Soldiers                         | офицер военной разведки      |
| 2004      | ф | Гаргульи                            | Gargoyle: Wings of Darkness              | Люциан «Лекс» Славати        |
| 2005      | ф | Наводчик                            | The Marksman                             | лейтенант Картер             |
| 2006      | с | C.S.I.: Место преступления Нью-Йорк | CSI: NY                                  | Эдвард Арчерсон              |
| 2011      | ф | Битва за Лос-Анджелес               | Battle of Los Angeles                    | полковник Мейкон             |
| 2012      | ф | Белоснежка: Смертельное лето        | Snow White: A Deadly Summer              | Охотник                      |
| 2012      | ф | Солдаты удачи                       | Soldiers of Fortune                      | рейнджер-спецназовец         |
| 2013      | с | Сыны анархии                        | Sons of Anarchy                          | шериф Хейз                   |
| 2014      | ф | Наёмницы                            | Mercenaries                              | Григорий Бабишков            |
| 2015      | ф | Мега-акула против Колосса           | Mega Shark Versus Kolossus               | Иван                         |
| 2016      | ф | Снайпер: Специальный отряд          | Sniper: Special Ops                      | сержант Вик Мосби            |
| 2016      | с | Мыслить как преступник              | Criminal Minds                           | Эрл Рой Эвертон              |
| 2018      | с | Нация Z                             | Z Nation                                 | Джордж Мейсон                |
| 2020      | ф | Гренландия                          | Greenland                                | озвучивание                  |
| 2025      | с | Последний отсчёт                    | Countdown                                | начальник тюрьмы Гил Томпсон |